# Aappilattoq Helistop (Nanortalik)
 For alternative betydninger, se Aappilattoq Helistop (Upernavik).
Aappilattoq Helistop (IATA: QUV, ICAO: BGAQ) er et grønlandsk helistop beliggende i Aappilattoq ved Nanortalik med et gruslandingsområde på 20 m x 30 m. I 2008 var der 256 afrejsende passagerer fra helistoppet fordelt på 80 starter (gennemsnitligt 3,20 passagerer pr. start).
Aappilattoq Helistop drives af Mittarfeqarfiit, Grønlands Lufthavnsvæsen. Statens Luftfartsvæsen fører tilsyn med helistoppet.

## Eksterne links
- AIP for BGAQ fra Statens Luftfartsvæsen (Webside ikke længere tilgængelig)